# 69e cérémonie des New York Film Critics Circle Awards
La 69e cérémonie des New York Film Critics Circle Awards, décernés par le New York Film Critics Circle, a eu lieu le 15 décembre 2003, et a récompensé les films réalisés dans l'année.

## Palmarès

### Meilleur film
- Le Seigneur des anneaux : Le Retour du roi (The Lord of the Rings: The Return of the King)
  - Mystic River
  - American Splendor
  - Lost in Translation

### Meilleur réalisateur
- Sofia Coppola pour Lost in Translation
  - Peter Jackson pour Le Seigneur des anneaux : Le Retour du roi (The Lord of the Rings: The Return of the King)

### Meilleur acteur
- Bill Murray pour le rôle de Bob Harris dans Lost in Translation
  - Sean Penn pour le rôle de James "Jimmy" Markum dans Mystic River
  - Jack Black pour le rôle de Dewey Finn dans Rock Academy (School of Rock)

### Meilleure actrice
- Hope Davis pour ses rôles dans American Splendor et The Secret Lives of Dentists
  - Naomi Watts pour le rôle de Cristina Peck dans 21 Grammes (21 Grams)
  - Charlize Theron pour le rôle de Aileen Wuornos dans Monster

### Meilleur acteur dans un second rôle
- Eugene Levy pour le rôle de Mitch Cohen dans A Mighty Wind

### Meilleure actrice dans un second rôle
- Shohreh Aghdashloo pour le rôle de Nadereh "Nadi" Behrani dans House of Sand and Fog

### Meilleur scénario
- The Secret Lives of Dentists – Craig Lucas
  - Dirty Pretty Things – Steven Knight
  - Lost in Translation – Sofia Coppola

### Meilleure photographie
- Elephant et Gerry – Harris Savides

### Meilleur film en langue étrangère
- La Cité de Dieu (Cidade de Deus) •  Brésil
  - L'Homme sans passé (Mies vailla menneisyyttä) •  Finlande

### Meilleur film d'animation
- Les Triplettes de Belleville
  - Le Monde de Nemo (Finding Nemo)

### Meilleur premier film
- Shari Springer Berman et Robert Pulcini pour American Splendor

### Meilleur documentaire
- Capturing the Friedmans
  - The Fog of War